# Provincia de Balé
Balé es una de las 45 provincias de Burkina Faso, siendo Boromo su capital. Comprende un área de 4,595 km² con una población de 213 423 personas.
Boromo está ubicado en la principal ruta de Uagadugú a Bobo-Dioulasso y es conocido por su parque nacional de Deux Balés en donde cualquiera puede ver las manadas de elefante africanos.

## Departamentos (población estimada a 1 de julio de 2018)
- Bagassi 45,464
- Bana 18,181
- Boromo 39,038
- Fara 52,562
- Oury 36,891
- Pâ 29,442
- Pompoï 15,400
- Poura 16,615
- Siby 20,321
- Yaho 22,836